# Wrightella variabilis
Wrightella variabilis är en korallart som beskrevs av Thomson och Henderson 1906. Wrightella variabilis ingår i släktet Wrightella och familjen Melithaeidae. Inga underarter finns listade i Catalogue of Life.